# (1301) Yvonne
(1301) Yvonne est un astéroïde de la ceinture principale découvert le 7 mars 1934 par l'astronome français Louis Boyer à l'observatoire d'Alger situé près de la commune de Bouzareah, dans la banlieue Ouest d'Alger. Sa désignation provisoire était 1934 EA.
Il tire son nom d'Yvonne, prénom de la sœur du découvreur.